# Reprezentacja Polski w piłce siatkowej kobiet

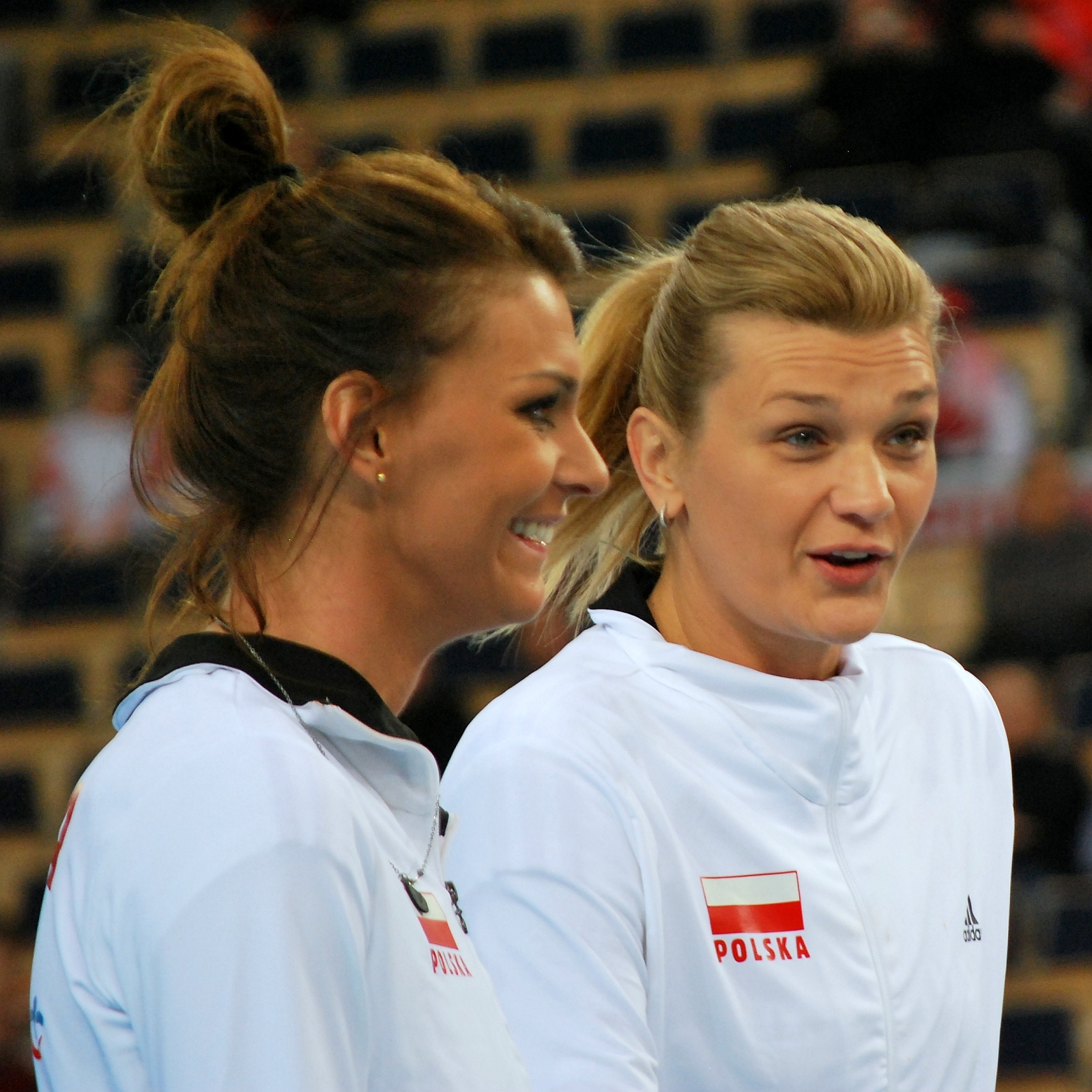
Byłe czołowe reprezentantki Polski od lewej: Katarzyna Skowrońska i Małgorzata Glinka-Mogentale

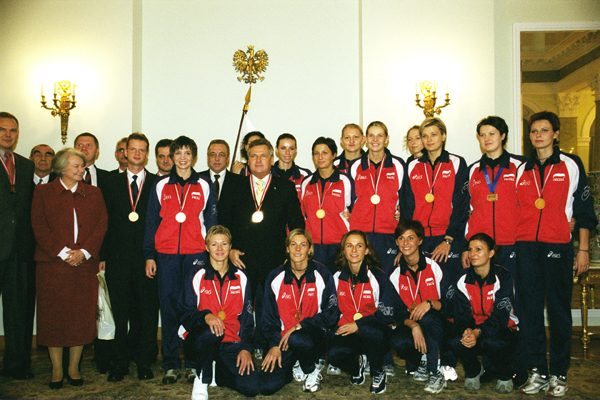
Polskie Złotka – reprezentacja po zdobyciu złotego medalu na ME 2003 u prezydenta Aleksandra Kwaśniewskiego

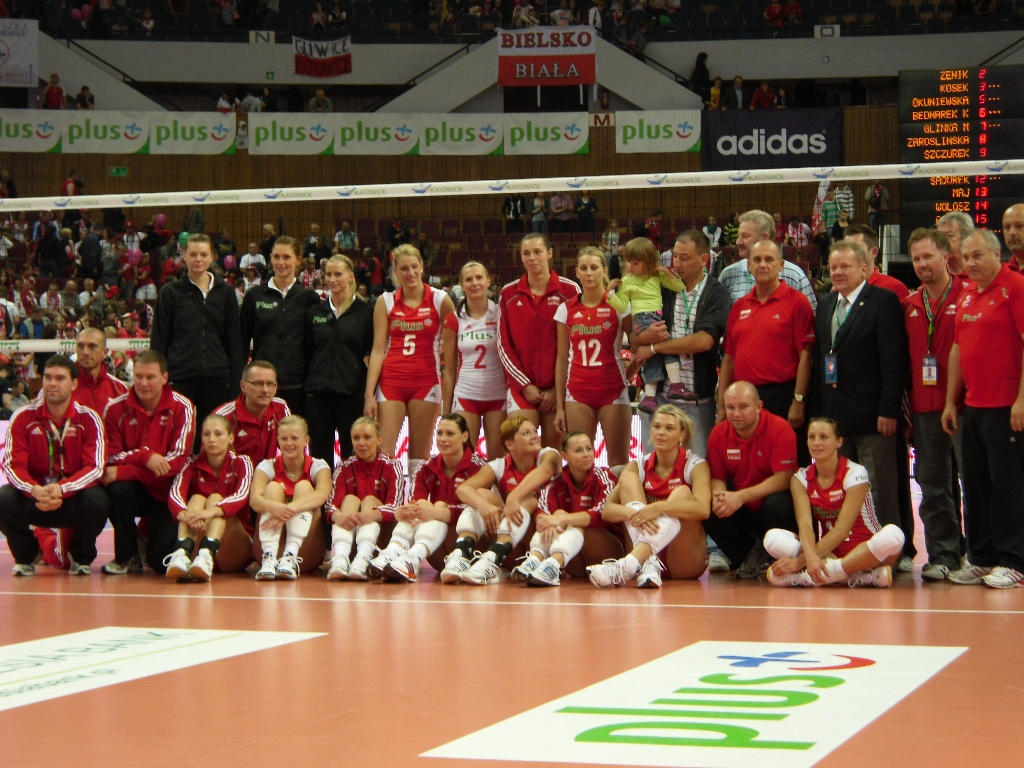
Kadra Polski na Memoriale Agaty Mróz-Olszewskiej 2010

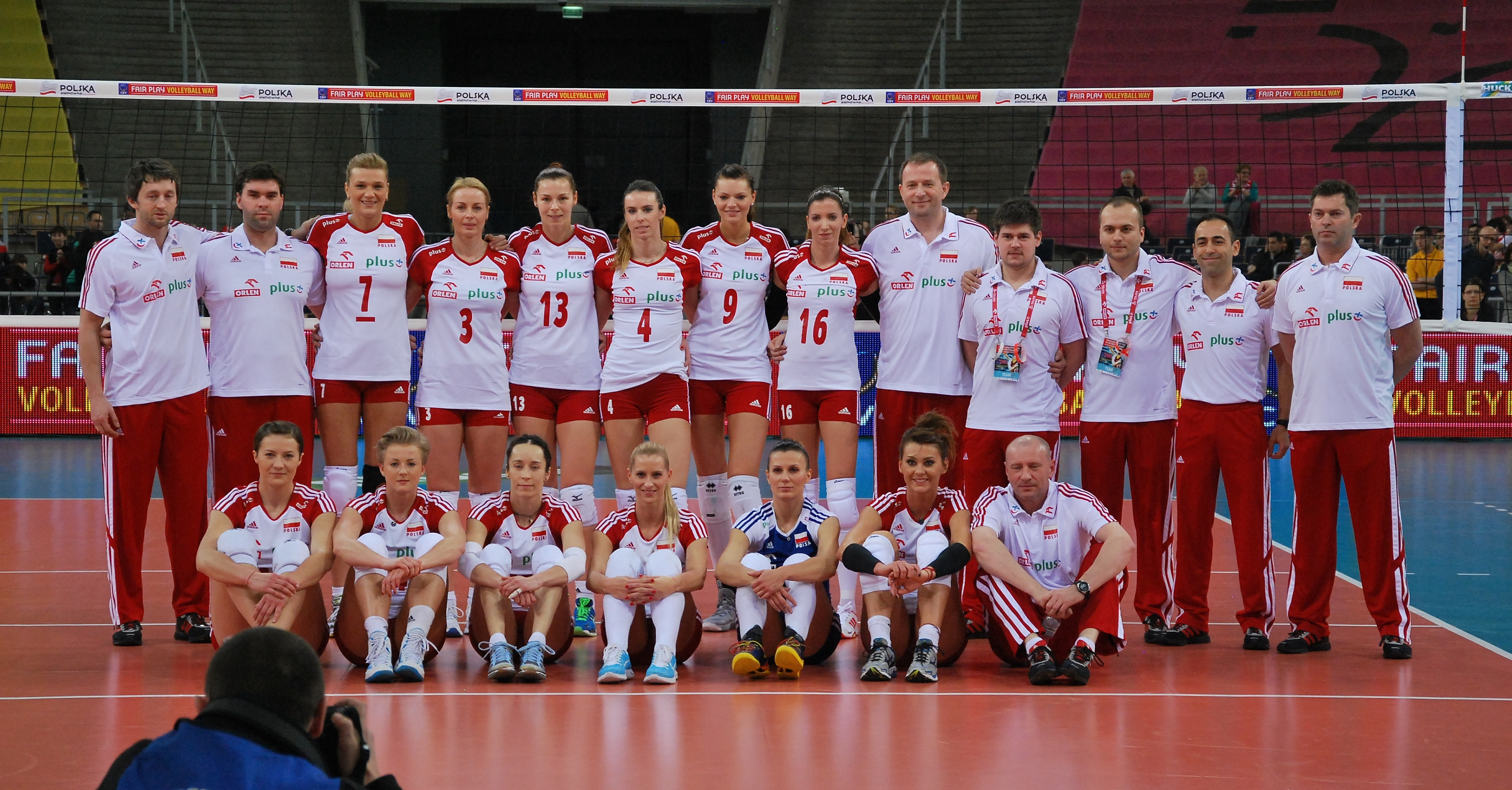
Kadra Polski w kwalifikacjach do Mistrzostw Świata 2014

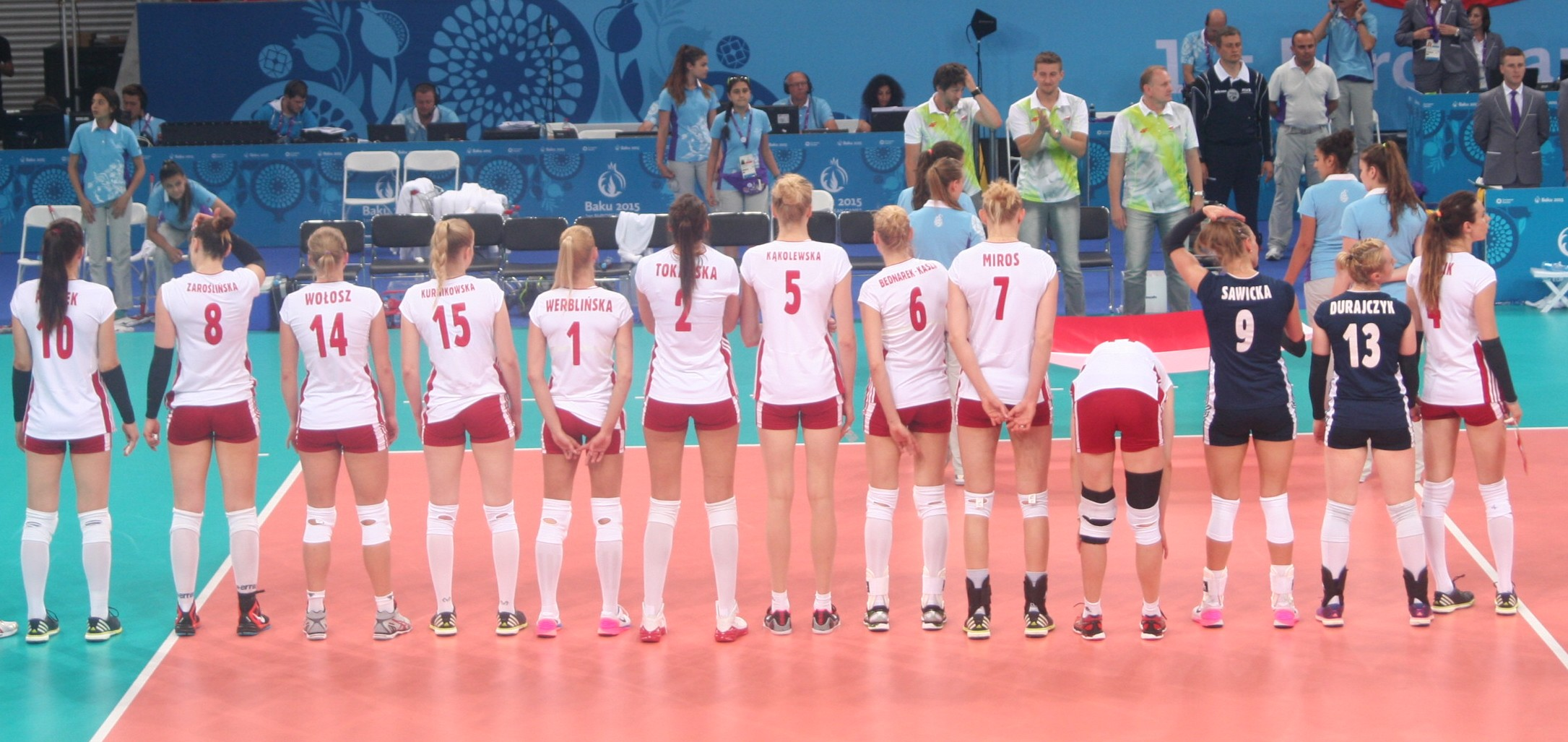
Kadra Polski na Igrzyskach Europejskich 2015

Finał Igrzysk Europejskich 2015 pomiędzy reprezentacjami Polski i Turcji

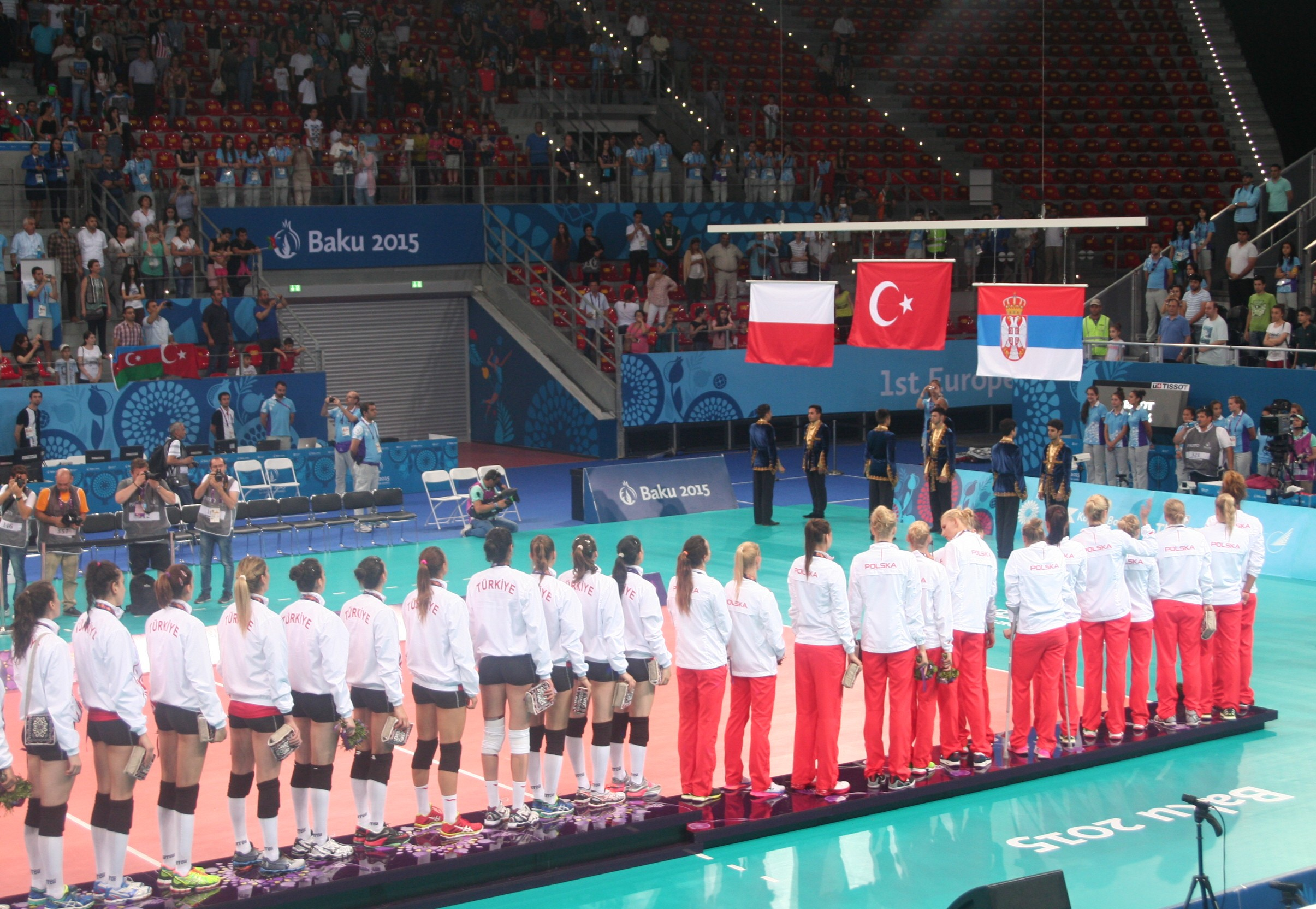
Reprezentantki Polski srebrnymi medalistkami Igrzysk Europejskich 2015

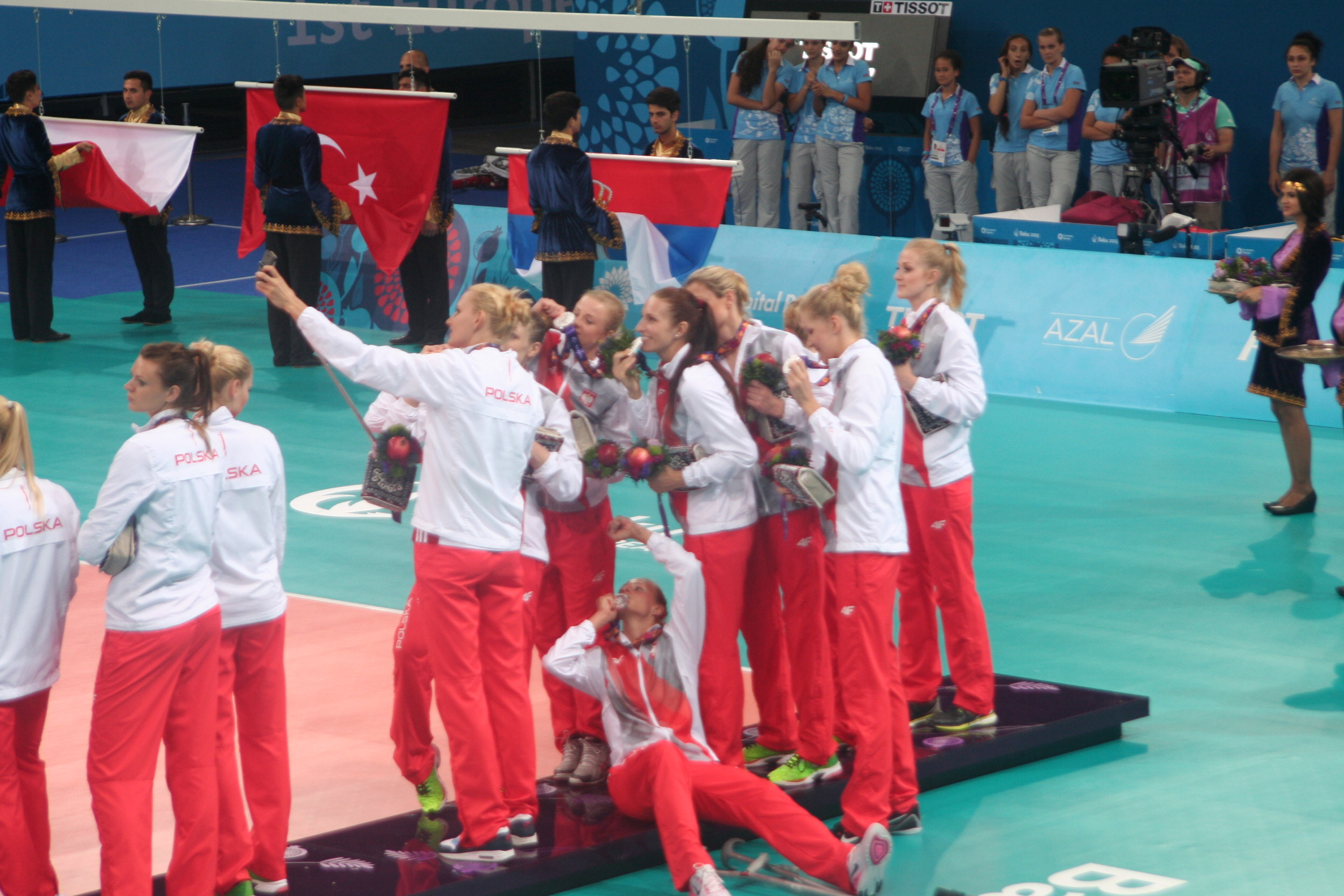
Reprezentantki Polski srebrnymi medalistkami Igrzysk Europejskich 2015

Reprezentacja Polski w piłce siatkowej kobiet – narodowy zespół siatkarek, który reprezentuje Rzeczpospolitą Polską w meczach i turniejach międzynarodowych organizowanych przez FIVB i CEV. Zwyczajowo zwany również reprezentacją narodową, kadrą narodową lub drużyną narodową. Za organizację reprezentacji odpowiedzialny jest Polski Związek Piłki Siatkowej. Dwukrotnie była wybierana najlepszą drużyną roku w Plebiscycie „Przeglądu Sportowego” w 2003 i 2005.

## Dzieje reprezentacji
Koncepcja utworzenia narodowej reprezentacji Polski w piłce siatkowej kobiet pojawiła się tuż po przystąpieniu Polskiego Związku Koszykówki, Siatkówki i Szczypiorniaka (bezpośredniego protoplasty PZPS) do FIVB, w kwietniu 1947. Po raz pierwszy powołano ją w lutym 1948, zaś na arenie międzynarodowej oficjalnie zadebiutowała 14 lutego 1948, pokonując 3:1 w warszawskiej sali sportowej YMCA siatkarską kadrę Czechosłowacji. Do lata 2005 roku reprezentacja rozegrała ponad 1300 spotkań.
Od lat 40. do początku lat 70. XX w. żeńska reprezentacja Polski budowała pozycję polskiej siatkówki na arenie międzynarodowej, regularnie stając na podium mistrzostw Europy (4 srebrne i 4 brązowe medale), mistrzostw świata (srebrny i 2 brązowe) oraz igrzysk olimpijskich (2 brązowe medale). W pierwszych dwudziestu latach (1948-1968) na 13 turniejów rangi mistrzowskiej, w których wystąpiły polskie siatkarki zdobyły 12 medali (tylko na MŚ 1960 zajęły 4 miejsce). Medale siatkarek z mistrzostw świata siatkarek w latach 1952, 1956 i 1962 są pierwszymi polskimi medalami MŚ w sportach zespołowych, również medale z Igrzysk Olimpijskich 1964 i 1968 są pierwszymi medalami olimpijskimi w Polsce w sportach zespołowych.

## Reprezentacja Polski na sezon kadrowy w 2025 roku

### Sztab szkoleniowy[4]
- Trener: Stefano Lavarini
- II trener: Nicola Vettori (UNI Opole)
- Asystenci trenera: Krystian Pachliński (PGE Grot Budowlani Łódź), Bartosz Sufa (BKS Bostik ZGO Bielsko-Biała)
- Asystenci trenera współpracujący: Marcin Wojtulewicz (SKS Iskra Warszawa), Jakub Buczek
- Statystycy: Kacper Duda (Numia Vero Volley Milano), Dominik Fabianowicz (UNI Opole)
- Trenerzy przygotowania motorycznego: Jakub Gniado (Aluron CMC Warta Zawiercie), Maciej Zając (BKS Bostik ZGO Bielsko-Biała)
- Fizjoterapeuci: Dominika Bogaczyk (PGE GiEK Skra Bełchatów), Maciej Mata (Indykpol AZS Olsztyn), Grzegorz Cieplik, Michalina Bujnowska (MOS WOLA Warszawa), Mikołaj Fabiańczuk
- Lekarze: Krzysztof Zając, Arkadiusz Koniarski, Maciej Kijas

### Inne funkcje
- Kierownik kadry: Szymon Szlendak
- Dyrektor kadry: Hubert Tomaszewski
- Oficer prasowy: Anna Daniluk

### Szeroka kadra naLigę Narodów 2025[5]
- Rozgrywające: Marlena Kowalewska, Alicja Grabka, Julia Nowicka, Wiktoria Szewczyk, Katarzyna Wenerska
- Atakujące: Magdalena Stysiak, Julia Szczurowska, Malwina Smarzek, Aleksandra Rasińska
- Przyjmujące: Paulina Damaske, Julita Piasecka, Martyna Czyrniańska, Olivia Różański, Martyna Łukasik, Karolina Drużkowska, Natalia Murek, Martyna Borowczak, Julia Orzoł
- Środkowe: Dominika Pierzchała, Agnieszka Korneluk (kapitan), Anna Obiała, Magdalena Jurczyk, Weronika Centka-Tietianiec, Aleksandra Gryka, Agata Milewska, Sonia Stefanik
- Libero: Justyna Łysiak, Adriana Adamek, Klaudia Łyduch, Aleksandra Szczygłowska

## Udział w międzynarodowych turniejach

### Igrzyska olimpijskie
| Udział w igrzyskach olimpijskich | Udział w igrzyskach olimpijskich | Udział w igrzyskach olimpijskich | Udział w igrzyskach olimpijskich | Udział w igrzyskach olimpijskich | Udział w igrzyskach olimpijskich | Udział w igrzyskach olimpijskich | Udział w igrzyskach olimpijskich | .                       | Kwalifikacje do igrzysk olimpijskich        | Kwalifikacje do igrzysk olimpijskich        | Kwalifikacje do igrzysk olimpijskich        | Kwalifikacje do igrzysk olimpijskich        | Kwalifikacje do igrzysk olimpijskich        |
| Rok                              | Runda                            | Miejsce                          | M                                | W                                | P                                | S+                               | S-                               | .                       | M                                           | W                                           | P                                           | S+                                          | S-                                          |
| -------------------------------- | -------------------------------- | -------------------------------- | -------------------------------- | -------------------------------- | -------------------------------- | -------------------------------- | -------------------------------- | ----------------------- | ------------------------------------------- | ------------------------------------------- | ------------------------------------------- | ------------------------------------------- | ------------------------------------------- |
| 1964                             | Faza grupowa                     | 3/6                              | 5                                | 3                                | 2                                | 10                               | 6                                | .                       | Kwalifikacja poprzez MŚ 1962                | Kwalifikacja poprzez MŚ 1962                | Kwalifikacja poprzez MŚ 1962                | Kwalifikacja poprzez MŚ 1962                | Kwalifikacja poprzez MŚ 1962                |
| 1968                             | Faza grupowa                     | 3/8                              | 7                                | 5                                | 2                                | 15                               | 11                               | .                       | Kwalifikacja poprzez ME 1967                | Kwalifikacja poprzez ME 1967                | Kwalifikacja poprzez ME 1967                | Kwalifikacja poprzez ME 1967                | Kwalifikacja poprzez ME 1967                |
| 1972                             | Nie zakwalifikowała się          | Nie zakwalifikowała się          | Nie zakwalifikowała się          | Nie zakwalifikowała się          | Nie zakwalifikowała się          | Nie zakwalifikowała się          | Nie zakwalifikowała się          | Nie zakwalifikowała się | Brak kwalifikacji poprzez MŚ 1970 i ME 1971 | Brak kwalifikacji poprzez MŚ 1970 i ME 1971 | Brak kwalifikacji poprzez MŚ 1970 i ME 1971 | Brak kwalifikacji poprzez MŚ 1970 i ME 1971 | Brak kwalifikacji poprzez MŚ 1970 i ME 1971 |
| 1976                             | Nie zakwalifikowała się          | Nie zakwalifikowała się          | Nie zakwalifikowała się          | Nie zakwalifikowała się          | Nie zakwalifikowała się          | Nie zakwalifikowała się          | Nie zakwalifikowała się          | Nie zakwalifikowała się | 6                                           | 3                                           | 3                                           | 12                                          | 10                                          |
| 1980                             | Nie zakwalifikowała się          | Nie zakwalifikowała się          | Nie zakwalifikowała się          | Nie zakwalifikowała się          | Nie zakwalifikowała się          | Nie zakwalifikowała się          | Nie zakwalifikowała się          | Nie zakwalifikowała się | Brak kwalifikacji poprzez MŚ 1978 i ME 1979 | Brak kwalifikacji poprzez MŚ 1978 i ME 1979 | Brak kwalifikacji poprzez MŚ 1978 i ME 1979 | Brak kwalifikacji poprzez MŚ 1978 i ME 1979 | Brak kwalifikacji poprzez MŚ 1978 i ME 1979 |
| 1984                             | Nie zakwalifikowała się          | Nie zakwalifikowała się          | Nie zakwalifikowała się          | Nie zakwalifikowała się          | Nie zakwalifikowała się          | Nie zakwalifikowała się          | Nie zakwalifikowała się          | Nie zakwalifikowała się | Brak kwalifikacji poprzez MŚ 1982 i ME 1983 | Brak kwalifikacji poprzez MŚ 1982 i ME 1983 | Brak kwalifikacji poprzez MŚ 1982 i ME 1983 | Brak kwalifikacji poprzez MŚ 1982 i ME 1983 | Brak kwalifikacji poprzez MŚ 1982 i ME 1983 |
| 1988                             | Nie zakwalifikowała się          | Nie zakwalifikowała się          | Nie zakwalifikowała się          | Nie zakwalifikowała się          | Nie zakwalifikowała się          | Nie zakwalifikowała się          | Nie zakwalifikowała się          | Nie zakwalifikowała się | Brak kwalifikacji poprzez MŚ 1986 i ME 1987 | Brak kwalifikacji poprzez MŚ 1986 i ME 1987 | Brak kwalifikacji poprzez MŚ 1986 i ME 1987 | Brak kwalifikacji poprzez MŚ 1986 i ME 1987 | Brak kwalifikacji poprzez MŚ 1986 i ME 1987 |
| 1992                             | Nie zakwalifikowała się          | Nie zakwalifikowała się          | Nie zakwalifikowała się          | Nie zakwalifikowała się          | Nie zakwalifikowała się          | Nie zakwalifikowała się          | Nie zakwalifikowała się          | Nie zakwalifikowała się | Brak kwalifikacji poprzez MŚ 1990 i ME 1991 | Brak kwalifikacji poprzez MŚ 1990 i ME 1991 | Brak kwalifikacji poprzez MŚ 1990 i ME 1991 | Brak kwalifikacji poprzez MŚ 1990 i ME 1991 | Brak kwalifikacji poprzez MŚ 1990 i ME 1991 |
| 1996                             | Nie zakwalifikowała się          | Nie zakwalifikowała się          | Nie zakwalifikowała się          | Nie zakwalifikowała się          | Nie zakwalifikowała się          | Nie zakwalifikowała się          | Nie zakwalifikowała się          | Nie zakwalifikowała się | Brak kwalifikacji poprzez ME 1995           | Brak kwalifikacji poprzez ME 1995           | Brak kwalifikacji poprzez ME 1995           | Brak kwalifikacji poprzez ME 1995           | Brak kwalifikacji poprzez ME 1995           |
| 2000                             | Nie zakwalifikowała się          | Nie zakwalifikowała się          | Nie zakwalifikowała się          | Nie zakwalifikowała się          | Nie zakwalifikowała się          | Nie zakwalifikowała się          | Nie zakwalifikowała się          | Nie zakwalifikowała się | Brak kwalifikacji poprzez ME 1999           | Brak kwalifikacji poprzez ME 1999           | Brak kwalifikacji poprzez ME 1999           | Brak kwalifikacji poprzez ME 1999           | Brak kwalifikacji poprzez ME 1999           |
| 2004                             | Nie zakwalifikowała się          | Nie zakwalifikowała się          | Nie zakwalifikowała się          | Nie zakwalifikowała się          | Nie zakwalifikowała się          | Nie zakwalifikowała się          | Nie zakwalifikowała się          | Nie zakwalifikowała się | 4                                           | 2                                           | 2                                           | 7                                           | 9                                           |
| 2008                             | Faza grupowa                     | 9/12                             | 5                                | 1                                | 4                                | 9                                | 12                               | 5                       | 4                                           | 1                                           | 14                                          | 8                                           |                                             |
| 2012                             | Nie zakwalifikowała się          | Nie zakwalifikowała się          | Nie zakwalifikowała się          | Nie zakwalifikowała się          | Nie zakwalifikowała się          | Nie zakwalifikowała się          | Nie zakwalifikowała się          | Nie zakwalifikowała się | 5                                           | 4                                           | 1                                           | 12                                          | 9                                           |
| 2016                             | Nie zakwalifikowała się          | Nie zakwalifikowała się          | Nie zakwalifikowała się          | Nie zakwalifikowała się          | Nie zakwalifikowała się          | Nie zakwalifikowała się          | Nie zakwalifikowała się          | Nie zakwalifikowała się | 3                                           | 0                                           | 3                                           | 5                                           | 9                                           |
| 2020                             | Nie zakwalifikowała się          | Nie zakwalifikowała się          | Nie zakwalifikowała się          | Nie zakwalifikowała się          | Nie zakwalifikowała się          | Nie zakwalifikowała się          | Nie zakwalifikowała się          | Nie zakwalifikowała się | 4                                           | 3                                           | 1                                           | 11                                          | 5                                           |
| 2024                             | Ćwierćfinał                      | 6/12                             | 4                                | 2                                | 2                                | 6                                | 7                                | 7                       | 6                                           | 1                                           | 20                                          | 8                                           |                                             |

### Mistrzostwa świata
| Udział w mistrzostwach świata | Udział w mistrzostwach świata | Udział w mistrzostwach świata | Udział w mistrzostwach świata | Udział w mistrzostwach świata | Udział w mistrzostwach świata | Udział w mistrzostwach świata | Udział w mistrzostwach świata | . | Kwalifikacje do mistrzostw świata | Kwalifikacje do mistrzostw świata | Kwalifikacje do mistrzostw świata | Kwalifikacje do mistrzostw świata | Kwalifikacje do mistrzostw świata |
| Rok                           | Runda                         | Miejsce                       | M                             | W                             | P                             | S+                            | S-                            | . | M                                 | W                                 | P                                 | S+                                | S-                                |
| ----------------------------- | ----------------------------- | ----------------------------- | ----------------------------- | ----------------------------- | ----------------------------- | ----------------------------- | ----------------------------- | - | --------------------------------- | --------------------------------- | --------------------------------- | --------------------------------- | --------------------------------- |
| 1952                          | Faza grupowa                  | 2/8                           | 7                             | 6                             | 1                             | 18                            | 6                             | . |                                   |                                   |                                   |                                   |                                   |
| 1956                          | Grupa finałowa                | 3/17                          | 12                            | 9                             | 3                             | 31                            | 13                            | . |                                   |                                   |                                   |                                   |                                   |
| 1960                          | Grupa finałowa                | 4/10                          | 8                             | 4                             | 4                             | 14                            | 14                            | . |                                   |                                   |                                   |                                   |                                   |
| 1962                          | Grupa finałowa                | 3/14                          | 9                             | 6                             | 3                             | 19                            | 11                            | . |                                   |                                   |                                   |                                   |                                   |
| 1967                          | Wycofała się z rozgrywek      | Wycofała się z rozgrywek      | Wycofała się z rozgrywek      | Wycofała się z rozgrywek      | Wycofała się z rozgrywek      | Wycofała się z rozgrywek      | Wycofała się z rozgrywek      | . |                                   |                                   |                                   |                                   |                                   |
| 1970                          | Faza grupowa                  | 9/16                          | 10                            | 8                             | 2                             | 28                            | 11                            | . | Kwalifikacja poprzez ME 1967      | Kwalifikacja poprzez ME 1967      | Kwalifikacja poprzez ME 1967      | Kwalifikacja poprzez ME 1967      | Kwalifikacja poprzez ME 1967      |
| 1974                          | II faza grupowa               | 9/24                          | 11                            | 6                             | 5                             | 21                            | 18                            | . | Kwalifikacja poprzez MŚ 1974      | Kwalifikacja poprzez MŚ 1974      | Kwalifikacja poprzez MŚ 1974      | Kwalifikacja poprzez MŚ 1974      | Kwalifikacja poprzez MŚ 1974      |
| 1978                          | II faza grupowa               | 9/24                          | 10                            | 3                             | 7                             | 12                            | 24                            | . | Kwalifikacja poprzez MŚ 1970      | Kwalifikacja poprzez MŚ 1970      | Kwalifikacja poprzez MŚ 1970      | Kwalifikacja poprzez MŚ 1970      | Kwalifikacja poprzez MŚ 1970      |
| 1982                          | Nie zakwalifikowała się       | Nie zakwalifikowała się       | Nie zakwalifikowała się       | Nie zakwalifikowała się       | Nie zakwalifikowała się       | Nie zakwalifikowała się       | Nie zakwalifikowała się       | . |                                   |                                   |                                   |                                   |                                   |
| 1986                          | Nie zakwalifikowała się       | Nie zakwalifikowała się       | Nie zakwalifikowała się       | Nie zakwalifikowała się       | Nie zakwalifikowała się       | Nie zakwalifikowała się       | Nie zakwalifikowała się       | . |                                   |                                   |                                   |                                   |                                   |
| 1990                          | Nie zakwalifikowała się       | Nie zakwalifikowała się       | Nie zakwalifikowała się       | Nie zakwalifikowała się       | Nie zakwalifikowała się       | Nie zakwalifikowała się       | Nie zakwalifikowała się       | . |                                   |                                   |                                   |                                   |                                   |
| 1994                          | Nie zakwalifikowała się       | Nie zakwalifikowała się       | Nie zakwalifikowała się       | Nie zakwalifikowała się       | Nie zakwalifikowała się       | Nie zakwalifikowała się       | Nie zakwalifikowała się       | . |                                   |                                   |                                   |                                   |                                   |
| 1998                          | Nie zakwalifikowała się       | Nie zakwalifikowała się       | Nie zakwalifikowała się       | Nie zakwalifikowała się       | Nie zakwalifikowała się       | Nie zakwalifikowała się       | Nie zakwalifikowała się       | . |                                   |                                   |                                   |                                   |                                   |
| 2002                          | Faza grupowa                  | 13/24                         | 5                             | 2                             | 3                             | 8                             | 9                             | . | 3                                 | 3                                 | 0                                 | 9                                 | 0                                 |
| 2006                          | II faza grupowa               | 15/24                         | 9                             | 3                             | 6                             | 11                            | 22                            | . | 5                                 | 4                                 | 1                                 | 13                                | 7                                 |
| 2010                          | II faza grupowa               | 9/24                          | 9                             | 5                             | 4                             | 18                            | 15                            | . | 3                                 | 2                                 | 1                                 | 7                                 | 5                                 |
| 2014                          | Nie zakwalifikowała się       | Nie zakwalifikowała się       | Nie zakwalifikowała się       | Nie zakwalifikowała się       | Nie zakwalifikowała się       | Nie zakwalifikowała się       | Nie zakwalifikowała się       | . | 3                                 | 2                                 | 1                                 | 6                                 | 3                                 |
| 2018                          | Nie zakwalifikowała się       | Nie zakwalifikowała się       | Nie zakwalifikowała się       | Nie zakwalifikowała się       | Nie zakwalifikowała się       | Nie zakwalifikowała się       | Nie zakwalifikowała się       | . | 5                                 | 3                                 | 2                                 | 11                                | 7                                 |
| 2022                          | Ćwierćfinał                   | 5-8/24                        | 10                            | 6                             | 4                             | 23                            | 17                            | . | Kwalifikacja jako gospodarz       | Kwalifikacja jako gospodarz       | Kwalifikacja jako gospodarz       | Kwalifikacja jako gospodarz       | Kwalifikacja jako gospodarz       |
| 2025                          |                               |                               |                               |                               |                               |                               |                               | . | Kwalifikacja z rankingu FIVB      | Kwalifikacja z rankingu FIVB      | Kwalifikacja z rankingu FIVB      | Kwalifikacja z rankingu FIVB      | Kwalifikacja z rankingu FIVB      |

### Mistrzostwa Europy
| 1949 | –                       | III miejsce             |
| 1950 | –                       | II miejsce              |
| 1951 | –                       | II miejsce              |
| 1955 | –                       | III miejsce             |
| 1958 | –                       | III miejsce             |
| 1963 | –                       | II miejsce              |
| 1967 | –                       | II miejsce              |
| 1971 | –                       | III miejsce             |
| 1975 | –                       | VI miejsce              |
| 1977 | Awans                   | IV miejsce              |
| 1979 | –                       | VIII miejsce            |
| 1981 | Awans                   | V miejsce               |
| 1983 | –                       | IX miejsce              |
| 1985 | –                       | VII miejsce             |
| 1987 | Awans                   | XI miejsce              |
| 1989 | Awans                   | IX miejsce              |
| 1991 | Awans                   | IX miejsce              |
| 1993 | Nie zakwalifikowała się | Nie zakwalifikowała się |
| 1995 | Awans                   | IX miejsce              |
| 1997 | Awans                   | VI miejsce              |
| 1999 | Awans                   | VIII miejsce            |
| 2001 | Awans                   | VI miejsce              |
| 2003 | Awans                   | I miejsce               |
| 2005 | –                       | I miejsce               |
| 2007 | –                       | IV miejsce              |
| 2009 | Gospodarz               | III miejsce             |
| 2011 | –                       | V miejsce               |
| 2013 | –                       | XI miejsce              |
| 2015 | Awans                   | VIII miejsce            |
| 2017 | Awans                   | Baraż o ćwierćfinał     |
| 2019 | Gospodarz               | IV miejsce              |
| 2021 | Awans                   | Ćwierćfinał             |
| 2023 | Awans                   | V miejsce               |

## Trenerzy reprezentacji Polski
| Szkoleniowiec            | O      | od   | do   | Największe sukcesy      |
| ------------------------ | ------ | ---- | ---- | ----------------------- |
| Walenty Kłyszejko        |        | 1948 | 1948 |                         |
| Romuald Wirszyłło        |        | 1948 | 1949 |                         |
| Lotar Geyer              |        | 1949 | 1950 | ME 1949                 |
| Kazimierz Strycharzewski |        | 1950 | 1951 | ME 1950                 |
| Zygmunt Kraus            |        | 1951 | 1951 | ME 1951                 |
| Zygmunt Krzyżanowski     |        | 1951 | 1954 | MŚ 1952                 |
| Lucjan Tyszecki          |        | 1954 | 1955 | ME 1955                 |
| Zygmunt Krzyżanowski     |        | 1955 | 1957 | MŚ 1956                 |
| Zbigniew Szpyt           |        | 1957 | 1958 |                         |
| Jerzy Szewczyk           |        | 1959 | 1961 |                         |
| Stanisław Mazur          |        | 1961 | 1962 |                         |
| Stanisław Poburka        |        | 1962 | 1965 | IO 1964 MŚ 1962 ME 1963 |
| Benedykt Krysik          |        | 1965 | 1970 | IO 1968 ME 1967         |
| Gwidon Grochowski        |        | 1970 | 1970 |                         |
| Zygmunt Krzyżanowski     |        | 1971 | 1974 | ME 1971                 |
| Adam Żelazny             |        | 1974 | 1974 |                         |
| Andrzej Niemczyk         |        | 1975 | 1978 |                         |
| Hubert Wagner            |        | 1978 | 1980 |                         |
| Stanisław Poburka        |        | 1980 | 1981 |                         |
| Andrzej Dulski           |        | 1981 | 1983 |                         |
| Jerzy Matlak             |        | 1984 | 1986 |                         |
| Jan Ryś                  |        | 1986 | 1989 |                         |
| Janusz Badora            |        | 1989 | 1989 |                         |
| Edward Superlak          | Polska | 1989 | 1993 |                         |
| Tadeusz Chojnacki        | Polska | 1994 | 1995 |                         |
| Leszek Piasecki          | Polska | 1995 | 1996 |                         |
| Jerzy Skrobecki          | Polska | 1996 | 2000 |                         |
| Zbigniew Krzyżanowski    | Polska | 2000 | 2003 |                         |
| Andrzej Niemczyk         | Polska | 2003 | 2006 | ME 2003 ME 2005         |
| Ireneusz Kłos            | Polska | 2006 | 2007 |                         |
| Marco Bonitta            | Włochy | 2007 | 2008 |                         |
| Jerzy Matlak             | Polska | 2009 | 2011 | ME 2009                 |
| Wiesław Popik            | Polska | 2011 | 2011 |                         |
| Alojzy Świderek          | Polska | 2011 | 2012 |                         |
| Piotr Makowski           | Polska | 2013 | 2015 |                         |
| Jacek Nawrocki           | Polska | 2015 | 2021 | IE 2015                 |
| Stefano Lavarini         | Włochy | 2022 |      | LN 2023 LN 2024 LN 2025 |

Rekordzistki w liczbie meczów rozegranych w reprezentacji Polski (stan na koniec 2014 r.)
| Miejsce | Imię i nazwisko                          | Liczba spotkań | Lata gry  |
| ------- | ---------------------------------------- | -------------- | --------- |
| 1       | Magdalena Śliwa (z d. Szryniawska)       | 359            | 1990-2007 |
| 2       | Dorota Świeniewicz                       | 325            | 1991-2009 |
| 3       | Izabela Bełcik                           | 322            | 1999-2016 |
| 4       | Mariola Zenik (z d. Barbachowska)        | 295            | 2001-2014 |
| 5       | Katarzyna Skowrońska                     | 288            | 2003-2016 |
| 6       | Małgorzata Glinka-Mogentale              | 286            | 1996-2014 |
| 7       | Aleksandra Jagieło (z d. Przybysz)       | 286            | 2000-2016 |
| 8       | Teresa Worek                             | 273            | 1984-1995 |
| 9       | Milena Rosner                            | 260            | 2000-2008 |
| 10      | Małgorzata Niemczyk                      | 244            | 1989-2006 |
| 11      | Barbara Makowska (z d. Niewiadomska)     | 236            | 1987-1995 |
| 12      | Joanna Podoba-Malicka                    | 234            | 1996-2007 |
| 13      | Krystyna Czajkowska                      | 228            | 1955-1968 |
| 14      | Józefa Ledwig                            | 216            | 1959-1970 |
| 15      | Bożena Waloch (z d. Kuźmicka)            | 206            | 1978-1989 |
| 16      | Anna Kosek (z d. Kucharczyk)             | 195            | 1982-1991 |
| 17      | Ewa Kowalkowska (z d. Nogowska)          | 191            | 1994-2002 |
| 18      | Milena Sadurek                           | 190            | 2007-2013 |
| 19      | Urszula Stala                            | 189            | 1991-1997 |
| 20      | Jolanta Kania-Szczygielska               | 186            | 1978-1985 |
| 21      | Teresa Rychlicka-Kasprzyk                | 184            | 1972-1979 |
| 22      | Maria Golimowska                         | 182            | 1955-1966 |
| 23      | Teresa Kaliska (z d. Małowidzka)         | 181            | 1969-1978 |
| 24      | Katarzyna Zubel                          | 180            | 1989-1995 |
| 25      | Halina Aszkiełowicz                      | 177            | 1965-1973 |
| 26      | Maria Zaucha                             | 174            | 1971-1978 |
| 27      | Marzena Hanyżewska-Traversa              | 173            | 1982-1987 |
| 27      | Maria Liktoras                           | 173            | 2003-2008 |
| 29      | Barbara Hermel-Niemczyk                  | 172            | 1964-1976 |
| 30      | Anna Miros (z d. Podolec)                | 171            | 2002-2015 |
| 31      | Joanna Kaczor-Bednarska                  | 170            | 2003-2013 |
| 32      | Krystyna Tabaka-Jakubowska               | 169            | 1961-1969 |
| 33      | Lucyna Kwaśniewska (z d. Kuśnierz)       | 167            | 1978-1985 |
| 34      | Urszula Kasperzec (z d. Wilk)            | 166            | 1979-1985 |
| 35      | Danuta Kordaczuk-Wagner                  | 164            | 1956-1970 |
| 35      | Zofia Szcześniewska-Bryszewska           | 164            | 1963-1970 |
| 37      | Elżbieta Ciaszkiewicz                    | 163            | 1975-1987 |
| 38      | Halina Zielińska                         | 161            | 1980-1987 |
| 39      | Katarzyna Gujska                         | 160            | 1996-2003 |
| 40      | Agnieszka Obremska-Malinowska            | 158            | 1993-1999 |
| 41      | Bożena Modnicka (z d. Cholewińska)       | 157            | 1969-1979 |
| 41      | Agnieszka Bednarek-Kasza                 | 157            | 2007-2015 |
| 43      | Jarosława Różańska (z d. Zdrojewska)     | 156            | 1978-1990 |
| 43      | Elżbieta Porzec-Nowak                    | 156            | 1963-1976 |
| 45      | Anna Rozpiórska (z d. Erbel)             | 151            | 1979-1990 |
| 46      | Katarzyna Skorupa                        | 150            | 2004-2012 |
| 47      | Krystyna Hajec-Wleciał                   | 147            | 1951-1963 |
| 48      | Izabela Szczypiórkowska-Bal              | 146            | 1987-1995 |
| 49      | Sylwia Pycia                             | 145            | 1998-2015 |
| 50      | Jadwiga Marko-Książek                    | 144            | 1959-1969 |
| 51      | Krystyna Ostromęcka-Guryn                | 143            | 1968-1974 |
| 52      | Halina Tomaszewska-Lenkiewicz            | 141            | 1949-1962 |
| 53      | Anna Lichodzijewska (z d. Majzbuchowska) | 139            | 1976-1983 |
| 54      | Danuta Żochowska (z d. Jośko)            | 138            | 1952-1963 |
| 54      | Agata Mróz-Olszewska                     | 138            | 2003-2006 |
| 56      | Jolanta Ziębacz (z d. Tomiak)            | 137            | 1981-1987 |
| 57      | Krystyna Krupa (z d. Malinowska)         | 131            | 1962-1968 |
| 58      | Agnieszka Bieńkowska (z d. Dudkiewicz)   | 129            | 1981-1990 |
| 59      | Agata Żebro-Krzysztofek                  | 128            | 1994-1999 |
| 59      | Dominika Leśniewicz (z d. Smereka)       | 128            | 2001-2007 |
| 61      | Jadwiga Abisiak                          | 126            | 1953-1964 |
| 61      | Anna Werblińska (z d. Barańska)          | 126            | 2006-2016 |
| 63      | Katarzyna Gajgał-Anioł (z d. Biel)       | 121            | 2003-2014 |
| 64      | Lidia Chmielnicka-Żmuda                  | 119            | 1963-1968 |
| 65      | Maria Śliwka                             | 118            | 1957-1964 |
| 66      | Wanda Zarzycka                           | 117            | 1953-1962 |
| 66      | Jolanta Molenda (z d. Bartczak)          | 117            | 1982-1987 |
| 68      | Dorota Rucka                             | 114            | 1985-1995 |
| 69      | Mirosława Zakrzewska-Kotula              | 112            | 1948-1961 |
| 69      | Beata Strządała                          | 112            | 1996-2001 |
| 71      | Małgorzata Denisow                       | 111            | 1970-1975 |
| 72      | Krystyna Maculewicz                      | 109            | 1971-1977 |
| 73      | Danuta Hałaburda (z d. Kowalczyk)        | 108            | 1969-1975 |
| 73      | Paulina Maj-Erwardt                      | 108            | 2006-2013 |
| 75      | Karolina Różycka (z d. Kosek)            | 107            | 2005-2013 |
| 76      | Grażyna Godlewska (z d. Kozioł)          | 105            | 1967-1977 |
| 76      | Ewa Góra (z d. Binkiewicz)               | 105            | 1969-1975 |
| 78      | Dorota Nowosielska-Dziewior              | 104            | 1991-1995 |
| 78      | Joanna Staniucha-Szczurek                | 104            | 2000-2010 |
| 80      | Iwona Sielicka (z d. Skonecka)           | 102            | 1975-1979 |
| 80      | Jolanta Studzienna (z d. Kosmol)         | 102            | 1996-1999 |
| 82      | Natalia Bamber-Laskowska                 | 100            | 2002-2009 |